# ایلیا ولوک
ایلیا ولوک (انگلیسی: Ilia Volok؛ زادهٔ ۱ نوامبر ۱۹۶۴) بازیگر اهل اوکراین است.
از فیلم‌ها یا برنامه‌های تلویزیونی که وی در آن نقش داشته‌است می‌توان به مأموریت: غیرممکن - پروتکل شبح، تکنواز و چرخش بوریس اشاره کرد.